# بيدرو ليما
بيدرو ليما (29 يونيو 1983 - ) هو ملاكم برازيلي، صنّف ضمن فئة وزن الويلتر.

## وصلات خارجية
- بيدرو ليما على موقع بوكس ريك (الإنجليزية) (registration required)